# Pseuderanthemum tunicatum
Pseuderanthemum tunicatum là một loài thực vật có hoa trong họ Ô rô. Loài này được (Afzel.) Milne-Redh. miêu tả khoa học đầu tiên năm 1936.